# جاده ئی۰۵ اروپا

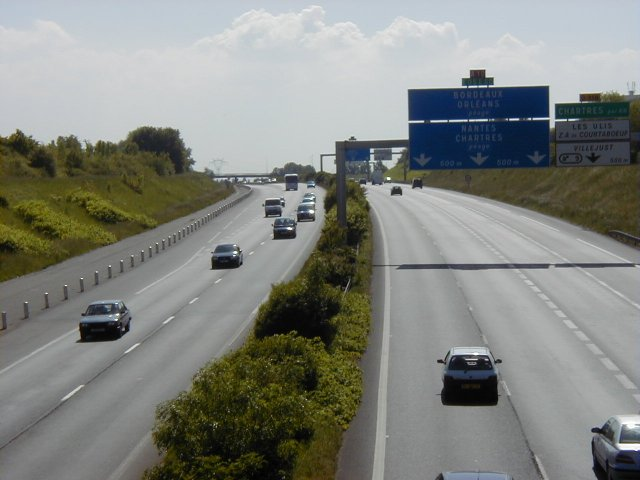
جاده ئی۰۵ اروپا در فرانسه

جاده ئی۰۵ اروپا (به انگلیسی: European route E05) یکی از جاده‌های اصلی قاره اروپا است.
این جاده که از شهر گرینوک (بریتانیا) شروع شده در شهر آلخدیراس (اسپانیا) به پایان میرسد و ۲۹۲۴ کیلومتر مسافت دارد.